# Ferrovia Lewisham-Rochester
La ferrovia Lewisham-Rochester (in inglese North Kent Line) è una linea ferroviaria britannica che collega Lewisham, nel borgo londinese omonimo, a Rochester, nel Kent.

## Storia
La ferrovia Lewisham-Rochester fu il mezzo con cui la società South Eastern Railway (SER) poté collegare la propria rete a Londra. Nel 1846 la SER acquistò il tunnel che attraversava il  canale Thames and Medway, vicino a Higham, e vi pose i binari; nell'anno successivo, i treni passarono dal capolinea di Strood, sul fiume Medway, a Gravesend.
Dal 30 luglio 1849 la linea fu prolungata fino a un incrocio con la ferrovia Londra-Greenwich a North Kent East Junction, vicino a Deptford, e i treni passanti iniziarono a operare fino a Londra.

## Caratteristiche
La linea è a scartamento ferroviario di tipo ordinario a 1435 mm. La trazione è elettrica a 750 V a corrente continua tramite terza rotaia.
Inizialmente la tratta in cui era stata predisposta l'elettrificazione della linea giungeva fino a Dartford; dal 1926 è stata elettrificata fino a Gillingham.

### Percorso
|  | Continuation backward |

| Unknown route-map component "CONTgq" | Unknown route-map component "ABZg+r" |  |  |

|  | Straight track | Unknown route-map component "utCONT1+f" |  |

|  | Unknown route-map component "XPLTaq" + Unknown route-map component "BHFSPLa" | Unknown route-map component "XPLTeq" + Urban End station in tunnel |  |

| Unknown route-map component "CONTgq" | Unknown route-map component "vSTRr-SHI1r" |  |  |

|  | Station on track |

| Unknown route-map component "LSTR+l" | Unknown route-map component "ABZgr" |  |  |

| Unknown route-map component "LCONTf" | Straight track |  |  |

|  | Enter and exit short tunnel |

|  | Straight track | Unknown route-map component "STRc2" | Unknown route-map component "CONT3" |

|  |  | Unknown route-map component "ABZg+l" + Unknown route-map component "STRc2" | Unknown route-map component "KRZq3+1u" | Unknown route-map component "KDSTeq" + Unknown route-map component "STRc4" | Unknown route-map component "FACTORY" |

|  | Unknown route-map component "ABZg+1" | Unknown route-map component "STRc4" |  |

|  | Station on track |

|  | Level crossing |

|  | Enter and exit short tunnel |

|  | Enter and exit short tunnel |

|  | Enter and exit short tunnel |

|  | Station on track |

|  | Enter and exit short tunnel |

|  | Enter and exit short tunnel |

|  | Enter and exit short tunnel |

|  | Enter and exit short tunnel |

|  | Straight track |  | Unknown route-map component "tCONT1+f" |

|  | Unknown route-map component "XBHF-L" | Unknown route-map component "GRZaq" + Unknown route-map component "uKXBHFa-R" | Unknown route-map component "GRZeq" + Unknown route-map component "tBHF" |

|  |  | Straight track | Unknown route-map component "utKRWla" | Unknown route-map component "mtKRZt" | Unknown route-map component "tCONTfq" |

|  |  | Station on track |  | Unknown route-map component "tSTR" |  |

|  | Unknown route-map component "d" | Unknown route-map component "d" + Unknown route-map component "bSHI2lr" |  |  | + Unknown route-map component "tSTR" |  |

|  | Unknown route-map component "d" | + Straight track | Unknown route-map component "d" + Unknown route-map component "eABZg2" |  | + Unknown route-map component "tBS2l" | + Unknown route-map component "tBS2c3" |

|  |  | + Straight track | + Unknown route-map component "exSTRc1" + Straight track | + Unknown route-map component "exABZ4+fl" | + Unknown route-map component "tSTR" + Unknown route-map component "exCONTf@Fq" |  |

|  | Straight track | Non-passenger station/depot on track | Unknown route-map component "ENDExa" | Unknown route-map component "tSTR3" |

|  | Unknown route-map component "KRWg+l" | + Unknown route-map component "tSTR+l" + Unknown route-map component "KRWr" | + Unknown route-map component "tSTRr+1" + Straight track |  |

|  | Unknown route-map component "eHST" | Unknown route-map component "tSTR" | Straight track |  |

|  | Straight track | Unknown route-map component "tSTRe" | Unknown route-map component "ABZgl" | Unknown route-map component "KDSTeq" |

|  | Straight track | Unknown route-map component "KRWg+l" | Unknown route-map component "KRWr" |  |

|  | Unknown route-map component "BHF-L" | Unknown route-map component "BHF-R" |  |  |

|  | Unknown route-map component "KRWg+l" | Unknown route-map component "KRWr" |  |  |

|  | Station on track |

|  | Unknown route-map component "eABZgl" | Unknown route-map component "exKDSTeq" |  |  |

|  | Station on track |

|  | Station on track |

| Unknown route-map component "LCONTg" | Straight track |  |  |  |

| Unknown route-map component "LSTR" | Unknown route-map component "KRWgl" | Unknown route-map component "KRW+r" |  |  |

| One way leftward | Unknown route-map component "KRWgr+r" | Non-passenger station/depot on track |  |  |

|  | Unknown route-map component "KRWg+l" | Unknown route-map component "KRWr" |  |  |

| Transverse water | Unknown route-map component "hKRZWae" | Transverse water |  |  |

| Unknown route-map component "CONT4+l" | Unknown route-map component "KRWgr+r" |  |  |  |

|  | Station on track |

| Transverse water | Unknown route-map component "hKRZWae" | Transverse water |  |  |

| Unknown route-map component "STR+l" | Unknown route-map component "ABZglr" | Unknown route-map component "STR+r" |  |  |

| Non-passenger end station + Unknown route-map component "HUBaq" | Straight track + Unknown route-map component "HUBq" | Non-passenger end station + Unknown route-map component "HUBeq" |  |  |

|  | Unknown route-map component "SKRZ-G4u" |

|  | Station on track |

|  | Station on track |

|  | Enter and exit short tunnel |

|  | Station on track |

| Unknown route-map component "STRc2" | Unknown route-map component "KRZ3+lo" | Unknown route-map component "CONT1+r" |  |  |

| Unknown route-map component "STR+1" | + Unknown route-map component "STRc4" + Station on track |  |  |  |

| Station on track | Straight track |  |  |  |

| Unknown route-map component "KRWgl" | Unknown route-map component "KRWg+r" |  |  |  |

| Unknown route-map component "CONT3+g" | Straight track |  |  |  |

| Unknown route-map component "exCONTgq" | Unknown route-map component "eKRZo" | Unknown route-map component "exCONTfq" |  |  |

|  | Station on track |

|  | Unknown route-map component "eHST" |

|  | Unknown route-map component "eHST" |

|  | Unknown route-map component "eHST" |

|  | Unknown route-map component "BHF(L)f" + Unknown route-map component "4HUBa@F" |

| Unknown route-map component "STR+l" | Unknown route-map component "ABZglr" + Unknown route-map component "HUB" | Unknown route-map component "ABZq+r" | Unknown route-map component "CONTfq" |  |

| Straight track | Unknown route-map component "BHF(R)g" + Unknown route-map component "4HUBe@F" | Straight track |  |  |

| Non-passenger station/depot on track + Unknown route-map component "HUBaq" | Straight track + Unknown route-map component "HUBq" | Non-passenger station/depot on track + Unknown route-map component "HUBeq" |  |  |

| One way leftward | Unknown route-map component "ABZg+lr" | One way rightward |  |  |

|  | Station on track |

|  | Enter and exit short tunnel |

|  | Unknown route-map component "bSHI2rxl" |

| Unknown route-map component "BS2l" | Unknown route-map component "exKBHFe" + Unknown route-map component "BS2c3" |  |  |

|  | Station on track |

| Unknown route-map component "CONT4+f" | Straight track |  |  |  |

| Unknown route-map component "KRWlo+l" | Unknown route-map component "KRWgr+ro" |  |  |  |

| Unknown route-map component "CONT3+g" | Straight track |  |  |  |

| Transverse water | Unknown route-map component "hKRZWae" | Transverse water |  |  |

|  | Station on track |

|  | Continuation forward |

La linea si distacca dalla Southeastern Main Line al bivio di Lewisham Vale, all'estremità della stazione di St John's, ai margini della Londra interna, e corre fino al bivio di Rochester Bridge, lungo il fiume Medway, sulla parte settentrionale della storica regione del Mid-Kent.

## Traffico
Lungo questa linea ferroviaria si articolano servizi di tipo suburbano (tra cui quelli della rete Thameslink) e regionale, gestiti da Southeastern e Govia Thameslink Railway.
La stazione di Abbey Wood è servita anche dai treni della Elizabeth Line, gestiti Transport for London.